# Nunatak Telerig

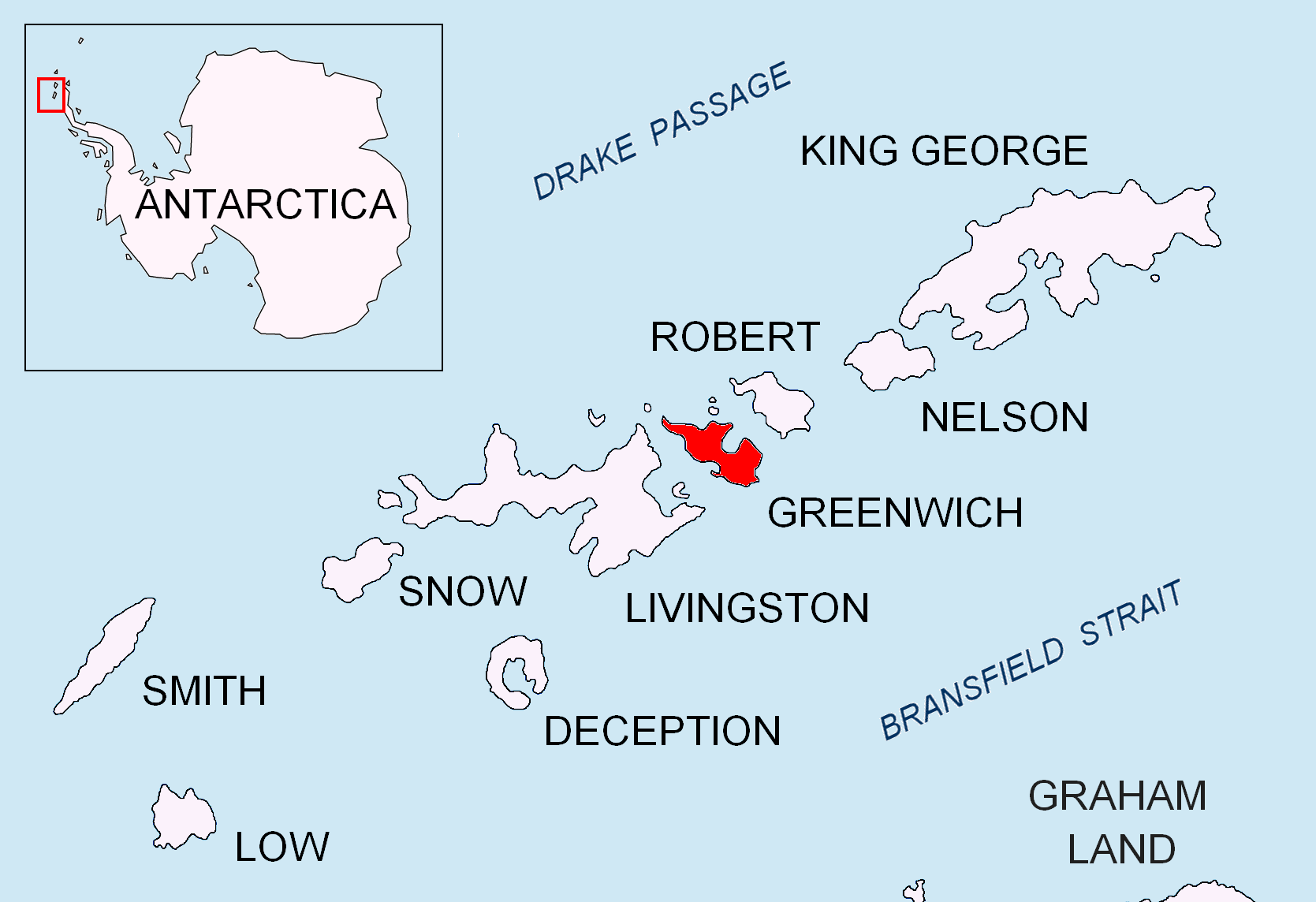
Localização da Ilha Greenwich nas Ilhas Shetland do Sul.

O Nunatak Telerig (Nunatak Telerig \'nu-na-tak te-le-'rig\) é um pico rochoso de elevação de 170 m se projetando da calota de gelo da Ilha Greenwich nas Ilhas Shetland do Sul, Antártica na extremidade sudoeste das Elevações Dryanovo.
A feição recebeu o nome do governador Cã Telerigue, 768-777.

## Localização
O nunatak está localizado em 62° 29′ 35″ S, 59° 55′ 33″ O que está a 2,07 km noroeste do Cabo Yovkov, 1,9 km oeste-sudoeste da Colina Lloyd, 1,67 km sul-sudeste da Nunatak Panagyurishte e 1,6 km leste-sudeste do Nunatak Kerseblept (levantamento topográfico búlgaro Tangra 2004/05 e mapeamento em 2009).

## Mapas
- L.L. Ivanov et al. Antártica: Ilha Livingston e Ilha Greenwich, Ilhas Shetland do Sul. Scale 1:100000 topographic map. Sofia: Antarctic Place-names Commission of Bulgaria, 2005.
- L.L. Ivanov. Antártica: Ilha Livingston e Ilhas Greenwich, Robert, Snow e Smith. Scale 1:120000 topographic map.  Troyan: Manfred Wörner Foundation, 2009.  ISBN 978-954-92032-6-4